# 愛知県立宝陵高等学校
愛知県立宝陵高等学校（あいちけんりつ ほうりょうこうとうがっこう）は、愛知県豊川市大木町鑓水に位置する県立高等学校。

## 沿革
- 1949年 - 愛知県立新城高等学校の一宮分校（定時制・農業科）として、宝飯郡一宮村大字一宮字上新切に設立。
- 1963年 - 家政科のみの分校となる。
- 1968年 - 本校家政科廃止により、一宮分校家政科クラス増となる。
- 1970年 - 県立宝陵高等学校（家政科・1学年3クラス）として分離独立する。
- 1971年 - 現在地に移転。旧校地は一宮町役場（現・豊川市一宮庁舎）に転用される。
- 1974年 - 衛生看護科新設。
- 1993年 - 専攻科開設。
- 2002年 - 衛生看護科と専攻科を含む５年一貫の教育課程となる。
- 2009年 - 校地内に愛知県立豊川特別支援学校本宮校舎が併設される。生活福祉科を福祉科に改組し、商業家庭科を募集停止。
- 2011年 3月 - 生活福祉科、商業家庭科を閉科。
- 2013年 4月 - 福祉科に「医療看護進学コース」を新設。

## 教育組織
次の教育組織がある。
- 全日制：福祉科
  - 社会福祉実践コース（社会福祉に貢献できる人材の育成を目的とするコース）
  - 医療看護進学コース（私立大や専門学校の医療看護系学科進学に対応するコース。准看護師資格は取れない。）
- 全日制：衛生看護科 + 衛生看護専攻科（5年一貫教育制で専攻科への中途入学不可）
  - ※ 専攻科修了後は看護師の国家試験を受験できる。

## 通学手段
- 自転車
- 鉄道：JR飯田線
  - 最寄り鉄道駅など
    - JR飯田線 三河一宮駅より徒歩で約15分。
    - 豊鉄バス「宮裏」停留所より徒歩で約15分。

## 通学圏
各学科とも東三河全域から生徒を集める。